# میلاک (مینه‌سوتا)
میلاک، مینه‌سوتا (به انگلیسی: Milaca, Minnesota) یک شهر در ایالات متحده آمریکا است که در مینه‌سوتا واقع شده‌است.

## خصوصیات
میلاک ۸٫۸۳ کیلومترمربع مساحت و ۲٬۹۴۶ نفر جمعیت دارد و ۳۲۹ متر بالاتر از سطح دریا واقع شده‌است.